# Land- und Stadtgericht Borken
Das Land- und Stadtgericht Borken war von 1815 bis 1849 ein preußisches Gericht erster Instanz in Borken.

## Geschichte
Borken war in der Franzosenzeit Sitz des Friedensgerichts Borken, welches für den Kanton Borken zuständig war. 1814/15 fiel es durch den Wiener Kongress an Preußen. Am 9. September 1814 führte man die preußische Gerichtsverfassung mit Land- und Stadtgerichten sowie Oberlandesgerichten als zweite Instanz ein. In Borken entstand so 1915 das Land- und Stadtgericht Borken im Sprengel des Oberlandesgericht Münster. Es hatte seinen Sitz in dem um 1500 erbauten städtischen Rathaus. Dieses wurde 1826 als Gerichtsgebäude umgebaut. Das Gefängnis befand sich von 1806 bis 1908 in einem Borkener Stadtturm ("Diebesturm").
In Folge der Märzrevolution wurde 1849 die Patrimonialgerichtsbarkeit aufgehoben und einheitlich wurden Kreisgerichte geschaffen. In Borken entstand so das Kreisgericht Borken.

## Richter

### Direktoren
- Heitmann (1831–1849)

### Land- und Stadtrichter
- Rotering Ass. (zwischen 1815 und 1817)
- Langenberg (1815–1818)
- Hosius Ass. (1815–1819)
- Wocke (1818/1819)
- Heitmann (1819–1831, ab 1831 Direktor)
- Schindler Ass. (1819/20)
- Wenner (1824/29–1849)
- Vogelsang Ass. (1820–1831)
- Ferdinand Meyer (1831–1849)
- Schrnidt OLGAss. (zwischen 1836 und 1838)
- Uedinck OLGAss. (zwischen 1839 und 1842)
- Rotering OLGAss. (1839/40–1849)
- Windhorst OLGAss. (zwischen 1841 und 1843)
- Heitmann OLGAss. (1843/44)
- Winkelmann (1843/44)[2]